# Toka
Toka (románul: Toaca) falu Romániában, Maros megyében.

## Története
Görgényhodák község része. A trianoni békeszerződésig Maros-Torda vármegye Régeni felső járásához tartozott.

## Népessége
2002-ben 1673 lakosa volt, ebből 1670 román és 3 magyar nemzetiségű.

## Vallások
A falu lakói közül 1416-an ortodox, 237-en adventista, 10-en görögkatolikus, 2-en római katolikus hitűek és 2 fő református.